# Théâtre de la foire

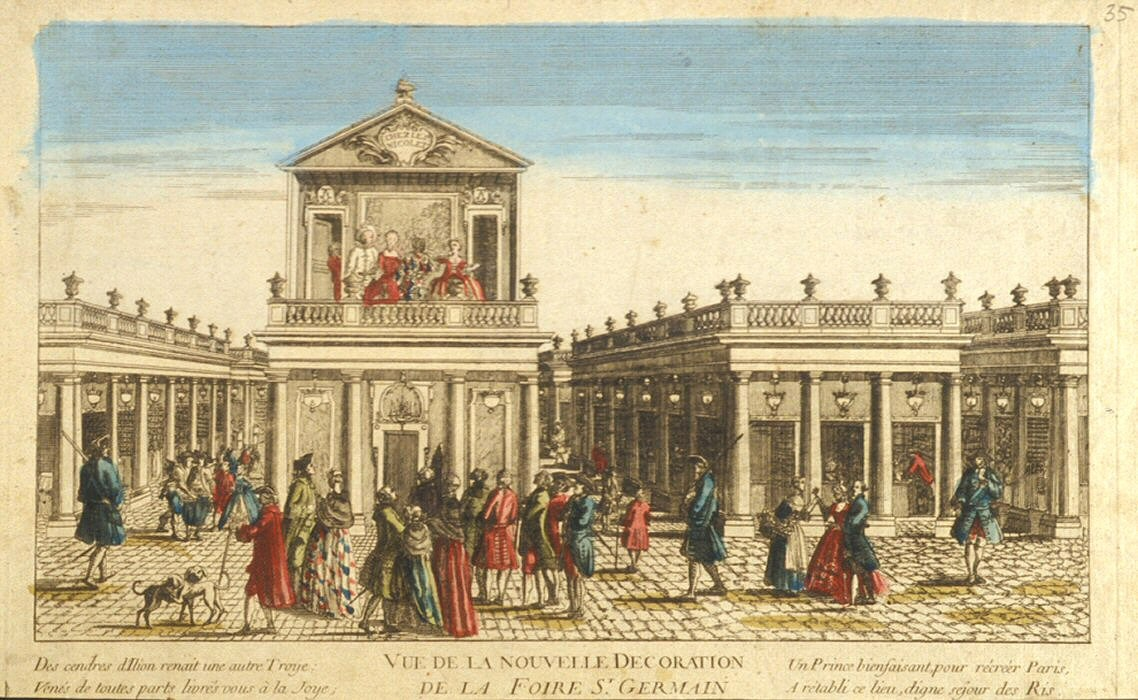
La foire Saint-Germain.

L’expression « théâtre de la Foire » désigne l'ensemble des spectacles donnés à Paris à l'occasion des foires annuelles de Saint-Germain et de Saint-Laurent et, plus tard, de Saint-Ovide.

## Les foires

### La foire Saint-Germain

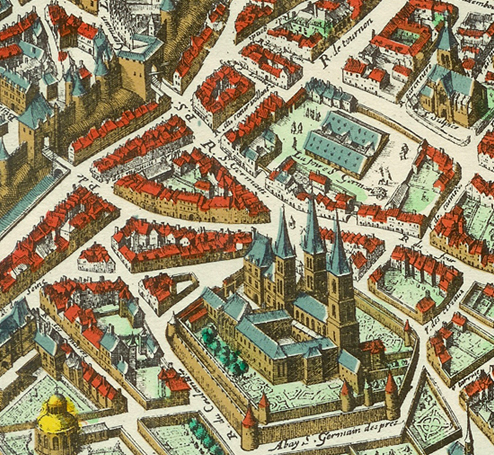
Vue détaillée du faubourg situé autour de l'abbaye de Saint-Germain-des-Près (plan de Mérian).

Parmi les artistes les plus connus de la foire Saint-Germain, citons les joueurs de marionnettes Pierre Datelin, dit Jean Brioché et son fils François Datelin, dit Fanchon Brioché, Jean-Baptiste Archambault, Jérôme, Arthur et Nicolas Féron ; les danseurs Charles et Pierre Alard, Moritz von der Beek, dit Maurice, Alexandre Bertrand, Louis Nivelon ; les acteurs Louis Gauthier de Saint-Edme, Jean-Baptiste Constantini, Catherine von der Beek, Étienne Baron, Charles Dolet, Antoine Francassani, Jean-Baptiste Hamoche, Dominique Biancolelli, Francisque, et tant d'autres, pour lesquels Lesage, Fuzelier et D'Orneval écrivirent de nombreuses pièces.

En 1712, au Jeu de paume d'Orléans à la foire Saint-Germain fut donnée une pièce de théâtre à écriteaux dont le texte a été conservé imprimé : 

« Écriteaux des fêtes parisiennes données au public par la grande troupe des danseurs de corde du Jeu de paume d'Orléans, à la foire Saint-Germain, au mois de février 1712. On y trouve la plus ancienne description connue du cortège carnavalesque parisien de la promenade du Bœuf Gras, qui y apparaît sur scène. »

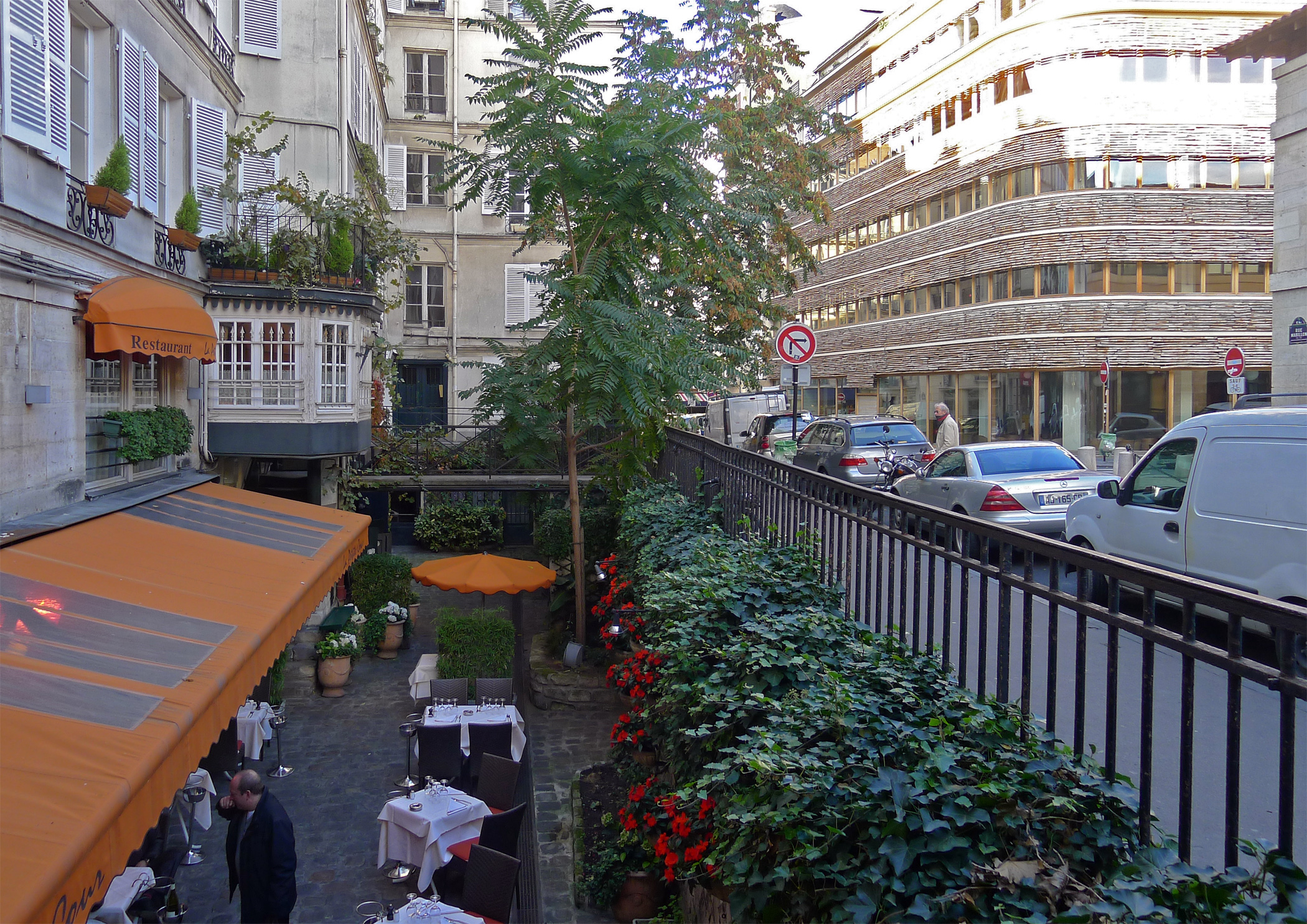
Au niveau du no 8 de la rue Mabillon : maisons alignées sur l'ancien préau de la foire Saint-Germain en contrebas de 3 m de la rue actuelle.
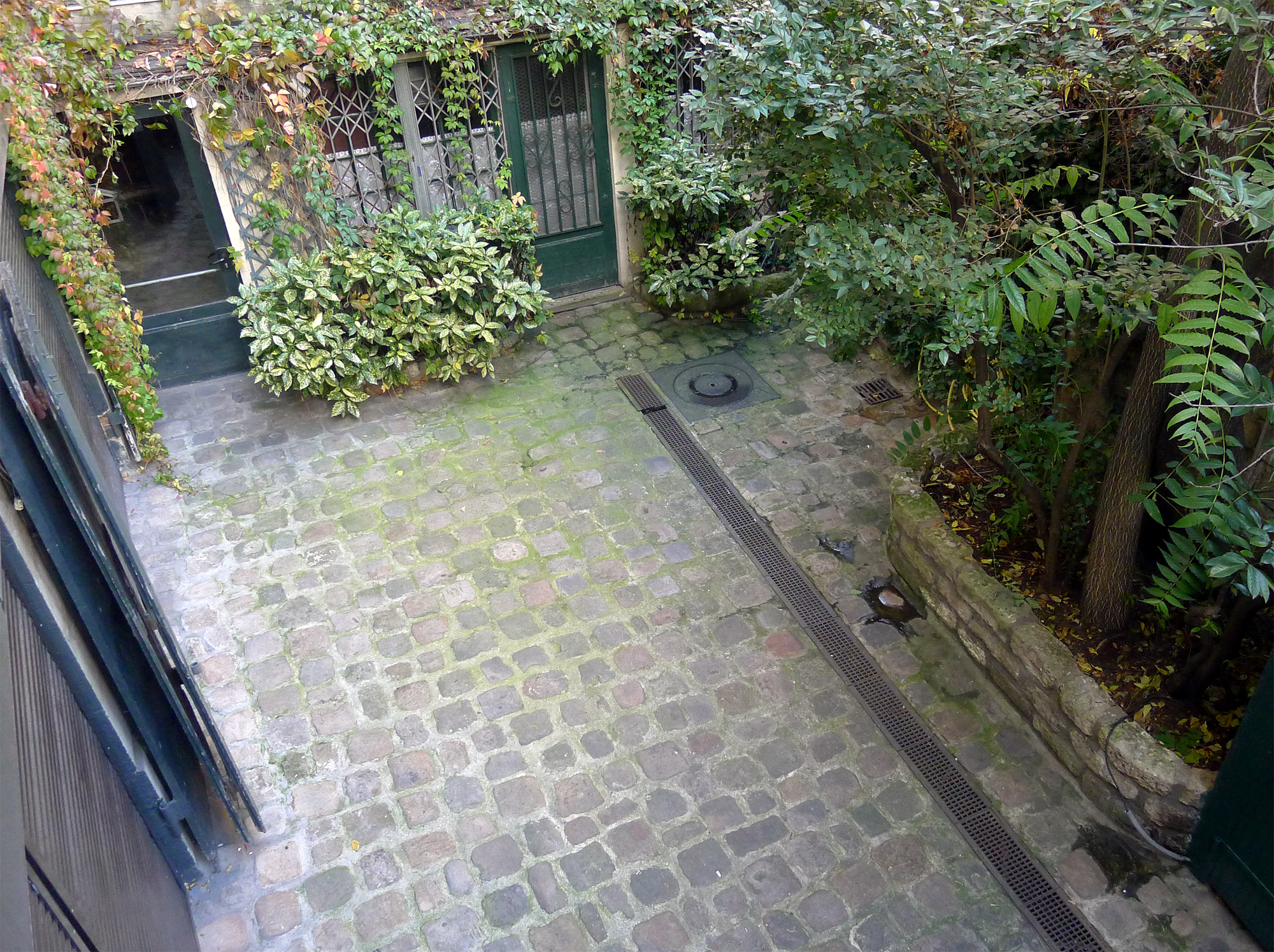
Le niveau du no 6, en contrebas de la rue Mabillon.

### La foire Saint-Laurent

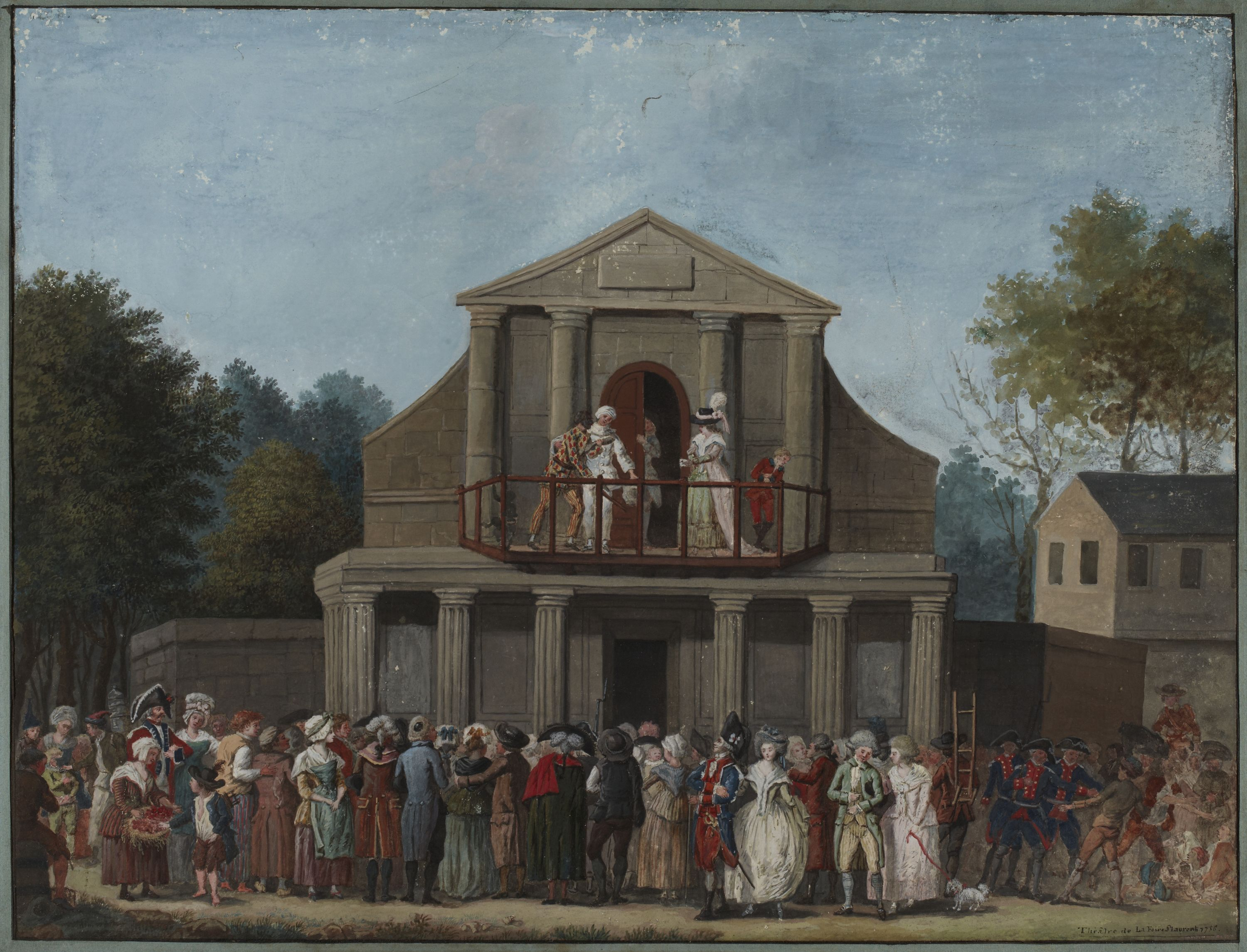
La foire Saint-Laurent.

Établie dès 1344 dans l'enceinte de l'abbaye des frères de Saint-Lazare (léproserie de Saint-Ladre), la foire Saint-Laurent fut fixée, au XVIIIe siècle, du 9 août (veille de la saint Laurent) au 29 septembre (jour de la saint Michel).

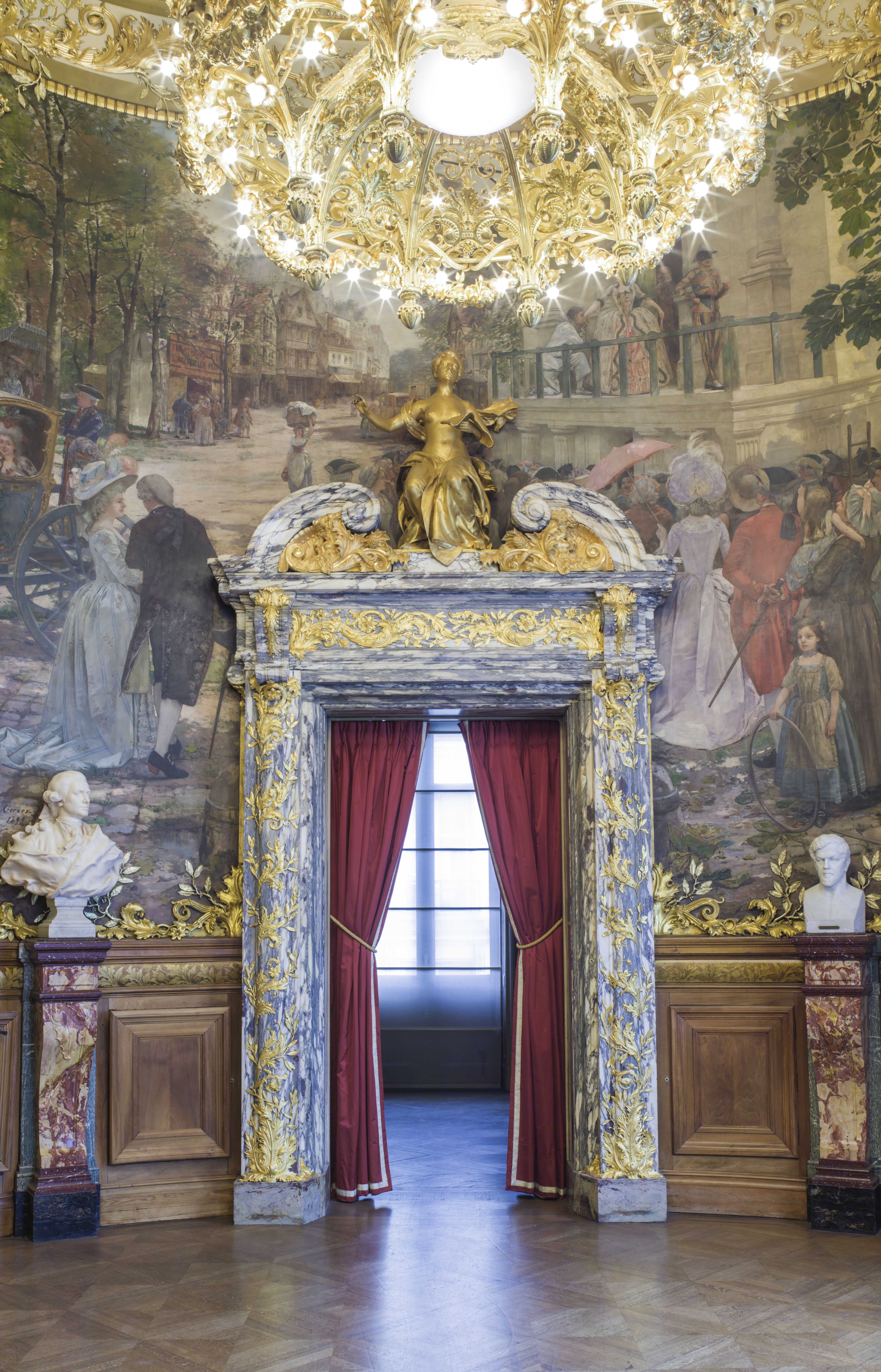
Scène de la foire Saint Laurent.

La foire Saint-Laurent était le rendez-vous des artisans, des commerçants et des bourgeois, et se déroulait en plein air, tandis que la foire Saint-Germain, abritée des intempéries, servait plutôt de vitrine au commerce de luxe (bijoux, porcelaine, instruments de musique, estampes).
De nombreux artistes et troupes de la foire Saint-Germain s'y produisent aussi, puisque l'une a lieu au printemps et l'autre en été. Cette alternance permet au public de suivre ses spectacles préférés et, peu à peu, s'installe une sorte de véritable « feuilleton » théâtral, une pièce étant commencée à Saint-Germain pour être continuée à Saint-Laurent.
En 1716, c'est dans le théâtre de la foire Saint Laurent que Catherine Vanderberg, directrice du théâtre, obtient de l'Académie Royale de Musique la permission exclusive de donner, pendant la durée des foires, des pièces mêlées de chant, danses et symphonies, pendant un espace de quinze ans, moyennant 35 000 livres par an.
En 1752, Jean Monnet fait édifier dans la foire Saint Laurent un théâtre dont il confie à Boucher la décoration. Quelques années auparavant, en 1744, les comédies françaises et italiennes avaient obtenu la suppression de son théâtre, et la dissolution des troupes alors incorporées à l'Académie Royale de Musique et à la Comédie italienne. Le public ne se rendit pas pour autant dans les deux institutions parisiennes et le bureau de la Ville autorisa Monnet à ouvrir un théâtre dans la foire Saint Laurent, le 3 février 1752, avec une pièce de circonstance : Le Retour favorable.

### La foire Saint-Ovide

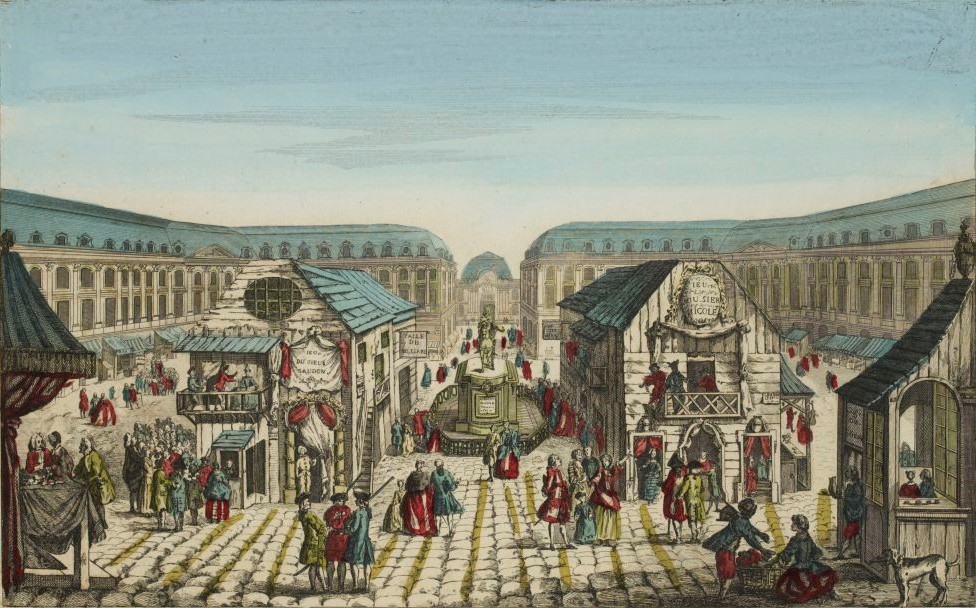
La foire Saint-Ovide par Jacques-Gabriel Huquier.

Installée en 1764 sur la place Louis XIV (actuelle place Vendôme), elle emménagea en 1772 sur la place Louis XV (actuelle place de la Concorde). Petite foire, elle fut néanmoins concurrente de la foire Saint-Laurent, ayant lieu à peu près à la même période (environ 15 août - 15 septembre). Elle disparut en 1777, emportée dans un incendie.

## Concurrence aux «grands théâtres»
Après les marionnettes et les danseurs de corde, les acteurs forains en vinrent progressivement à jouer de véritables petites comédies, souvent écrites par des auteurs de renom et de talent. 
La renommée internationale de la foire et des pièces présentées à cette occasion est alors l'objet de ressentiments de la part de l'art officiel et, en 1678, un ordre de Louis XIV interdit aux forains de chanter et de se servir de plus de quatre violons et d'un hautbois. 

Après l'expulsion des comédiens italiens en 1697, les acteurs forains s'enhardirent et s'emparèrent du répertoire de ces derniers. La professionnalisation des spectacles de la Foire commença à inquiéter la Comédie-Française, qui y vit une dangereuse concurrence. Elle essaya par tous les moyens de conserver ses privilèges, et, après de nombreux procès menés devant le Châtelet et le Parlement de Paris, elle obtint l'interdiction pure et simple des pièces dialoguées. Situation que Vivien et Blanc décriront quelques années plus tard dans leur traité sur la législation des théâtres : 

« Le parlement se trouvait sans cesse appelé à réprimer les empiétements de chaque entreprise nouvelle sur les droits des "deux seigneurs suzerains de l'art dramatique". »

Mais c'était sans compter sur les ruses que les acteurs forains étaient capables de déployer pour déjouer les interdictions dont ils étaient victimes. Ainsi, se voyant interdire tout dialogue sur les tréteaux, les forains imaginèrent d'abord, en 1707, de ne jouer leurs pièces que sous la forme de monologues, ou encore de parler à un muet, à un interlocuteur placé dans les coulisses, voire à un animal ; plus tard, ils inventèrent un jargon évoquant un bas-latin quelconque (Pendao le medicinao! : pendons le médecin), mais qui n'entrait bien entendu pas en concurrence avec la langue française dont les Comédiens-Français revendiquaient l'usage exclusif ; ensuite, ils en vinrent à inscrire tous les dialogues sur des « écriteaux », sortes de rouleaux de papier sur lesquels on se contentait d'inscrire les paroles. Voici comment le commissaire de police de Paris Ményer décrivit la scène en 1718 :

« Paroissent ensuite trois archers qui veulent arrêter Arlequin, lequel, en jouant de sa lyre, les charme et lui donne lieu de se sauver, ce qui compose le premier acte qui est joué tant par les acteurs que par les spectateurs par des écriteaux descendant d'en haut sur lesquels sont écrits des vaudevilles qui composent la pièce : les acteurs font les gestes et par différentes figures pantomimes expriment ce qui est écrit dans les écriteaux, et les spectateurs chantent et dans quelques endroits les acteurs, pour lier les couplets, disent quelques paroles, et quand les écriteaux descendent, quatre violons, une basse, un hautbois sonnent l'air du vaudeville marqué dans les écriteaux et que le public chante en vaudeville. »

Comble de la guerre entre les grands-comédiens et les comédiens de la foire, en 1718 la police saccage le théâtre de la foire sous l'impulsion du marquis d'Argenson. Des archers furent ensuite placés en garnison dans le théâtre. 

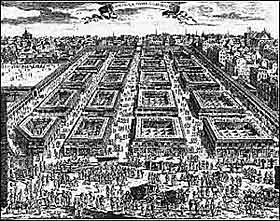
La foire Saint-Germain à ses débuts.

Les Comédiens-Français n'eurent dès lors plus de raisons objectives de s'acharner contre les acteurs forains puisque leurs revendications étaient satisfaites. Ce fut alors au tour de l'Académie Royale de Musique de crier à la concurrence : elle était en effet détentrice unique du droit de chanter, de danser et d'accompagner les pièces en musique dans tout le royaume de France. Le rapport de force se joua différemment ici, et, très vite, les directeurs de l'Opéra, en proie à des déroutes financières grandissantes, tentèrent de sauver la mise en vendant à deux exploitants forains le droit de donner des spectacles chantés. C'est ainsi qu'en 1714 naquit l'Opéra-Comique.
Au vu du succès grandissant des spectacles de la Foire, l'Opéra exigea des redevances de plus en plus exorbitantes qui mirent en difficulté les directeurs forains. Alliée objective de l'Opéra, la Comédie-Française en profita pour asséner un coup fatal en 1719 : elle obtint la suppression de tous les spectacles forains, à l'exception des marionnettes et danses de corde.
Entre-temps, le régent avait rétabli la Comédie-Italienne : celle-ci en profita pour occuper la foire Saint-Laurent pendant trois ans, de 1721 à 1723, mais elle dut y renoncer faute d'avoir rencontré le succès escompté.
En 1724, un marchand de chandelles nommé Maurice Honoré obtint le rétablissement de l'Opéra-Comique et l'exploita durant trois ans. Il céda ensuite la place à Pontau, Devienne, Monnet et Favart, qui le dirigèrent successivement jusqu'en 1762, lors de sa réunion avec la Comédie-Italienne.
Parallèlement aux spectacles de l'Opéra-Comique défilaient toutes sortes d'attractions foraines : à côté des marionnettistes et danseurs de corde se produisaient des géants, des nains, des monstres, des colosses, des têtes parlantes, des animaux savants, etc. Peu à peu les spectacles se déplacèrent vers les boulevards, principalement le boulevard du Temple, qui allait devenir au XIXe siècle le « boulevard du Crime ». C'est aussi aux foires et sur les boulevards que naquit la troupe des Grands-Danseurs du Roi de Jean-Baptiste Nicolet.